# 桜井康雄
桜井 康雄（さくらい やすお、1936年12月23日 - 2017年4月10日）は、日本のスポーツ新聞記者、プロレス評論家。
元東京スポーツ記者、取締役編集局長を歴任。正確には「櫻井 康雄」。

## 来歴
東京府東京市牛込区（現在の東京都新宿区）出身。法政大学卒業後の1961年に東京スポーツ新聞社に入社。運動部に配属されプロレス記者として活躍、運動部長を経て取締役編集局長にまで出世する。その一方、テレビ東京のプロレスアワー、テレビ朝日の新日本プロレス中継『ワールドプロレスリング』の解説者として、舟橋慶一・古舘伊知郎らとのコンビで1980年代中盤まで親しまれた。
桜井は、日本初のプロレス専門誌「月刊ファイト」で主幹を務めた田鶴浜弘、「日刊スポーツ」で運動部長を務めた鈴木庄一と並んで、昭和以降のプロレス史実を記述した人物として知られる。しかし、桜井の描いたプロレス史実はノベライズされたいかにも東京スポーツ的といったものになっていた。
原康史 (Yasushi HARA)のペンネームで『激録日本大戦争』『激録力道山』『激録馬場と猪木』などの著書があるほか、みのもけんじの漫画『プロレス・スターウォーズ』の原作者を務めた（実際は作画担当のみのもけんじが全てのストーリーを考えており、桜井康雄はクレーム対応のために名義を原作者として貸していただけである。これは桜井が嘗て上梓した小説『プロレス太平洋戦争』の基本設定を採用して描かれた漫画だからである）。
2010年11月16日放送の『真夜中のハーリー&レイス』（アール・エフ・ラジオ日本）に出演し、健在であることを示していた。
2017年4月10日、神奈川県内の病院で死去。80歳没。心臓疾患を抱えており、ペースメーカーを入れる手術を行ったが、感染症を引き起こしていた。